# Brandt Bronico
Brandt James Bronico (Westminster, Maryland, Estados Unidos; 20 de junio de 1995) es un futbolista estadounidense. Juega de centrocampista y su equipo actual es el Charlotte Football Club de la Major League Soccer.

## Trayectoria
Luego de jugar al fútbol universitario durante cuatro años en la Universidad de Carolina del Norte en Charlotte con los Charlotte 49ers, Bronico fue escogido por el Chicago Fire en el lugar 47 del SuperDraft de la MLS 2017.
Debutó profesionalmente el 11 de marzo de 2017, en la victoria por 2-0 sobre el Real Salt Lake. Anotó su primer gol profesional en la derrota por 3-1 ante el FC Dallas.

## Clubes
| Club                           | País           | Año             |
| ------------------------------ | -------------- | --------------- |
| Charlotte 49ers                | Estados Unidos | 2013 - 2016     |
| Carolina Dynamo                | Estados Unidos | 2013 - 2014     |
| Seattle Sounders sub-23        | Estados Unidos | 2015            |
| Carolina Dynamo                | Estados Unidos | 2016            |
| Chicago Fire                   | Estados Unidos | 2017 - 2020     |
| Tulsa Roughnecks FC (préstamo) | Estados Unidos | 2017            |
| Charlotte F.C.                 | Estados Unidos | 2021 - presente |